# Калкара (Болоња)
Калкара (итал. Calcara) је насеље у Италији у округу Болоња, региону Емилија-Ромања.
Према процени из 2011. у насељу је живело 2370 становника. Насеље се налази на надморској висини од 52 м.